# Крюи
Крюи́ (фр. Cruis) — коммуна во Франции, находится в регионе Прованс — Альпы — Лазурный Берег. Департамент коммуны — Альпы Верхнего Прованса. Входит в состав кантона Сент-Этьен-лез-Орг. Округ коммуны — Форкалькье.
Код INSEE коммуны — 04065.

## Население
Население коммуны на 2008 год составляло 590 человек.
| 1962 | 1968 | 1975 | 1982 | 1990 | 1999 | 2008 |
| ---- | ---- | ---- | ---- | ---- | ---- | ---- |
| 212  | 248  | 236  | 275  | 408  | 551  | 590  |

## Климат
Крюи не имеет своей метеостанции, ближайшая находится в Пейрюи.
| Показатель                                 | Янв. | Фев. | Март | Апр. | Май  | Июнь | Июль | Авг. | Сен. | Окт. | Нояб. | Дек. | Год  |
| ------------------------------------------ | ---- | ---- | ---- | ---- | ---- | ---- | ---- | ---- | ---- | ---- | ----- | ---- | ---- |
| Средний суточный максимум, °C              | 8,6  | 10,9 | 14,4 | 16,9 | 21,4 | 25,8 | 29,3 | 28,9 | 24,0 | 18,5 | 12,7  | 9,3  | 18,6 |
| Средняя температура, °C                    | 4,3  | 6,2  | 8,2  | 11,1 | 15,1 | 19,3 | 22,4 | 22,0 | 18,0 | 13,4 | 8,2   | 5,2  | 12,7 |
| Средний суточный минимум, °C               | −0,0 | 0,0  | 3,0  | 5,1  | 8,9  | 12,8 | 15,3 | 15,2 | 12,0 | 8,2  | 3,8   | 1,1  | 7,2  |
| Норма осадков, мм                          | 26,9 | 24,3 | 23,8 | 44   | 40   | 27,9 | 20,9 | 32,7 | 45,9 | 53,5 | 52,4  | 31,7 | 424  |
| Источник: Relevé météorologique de Peyruis |      |      |      |      |      |      |      |      |      |      |       |      |      |

## Экономика
В 2007 году среди 366 человек в трудоспособном возрасте (15—64 лет) 238 были экономически активными, 128 — неактивными (показатель активности — 65,0 %, в 1999 году было 57,2 %). Из 238 активных работали 196 человек (112 мужчин и 84 женщины), безработных было 42 (17 мужчин и 25 женщин). Среди 128 неактивных 18 человек были учениками или студентами, 56 — пенсионерами, 54 были неактивными по другим причинам.

## Достопримечательности
- Приходская церковь Нотр-Дам-э-Сен-Мартен, ранее принадлежала монастырю монахов-августинцев
- Часовня Круа-де-Люмьер (1682 год)